# لئوناردو اوچیپنتی
لئوناردو اوچیپنتی (انگلیسی: Leonardo Occhipinti؛ زادهٔ ۱۱ اوت ۱۹۶۰) بازیکن فوتبال اهل ایتالیا است.
از باشگاه‌هایی که در آن بازی کرده‌است می‌توان به باشگاه فوتبال اینتر میلان، باشگاه فوتبال فیورنتینا، باشگاه فوتبال برشا، باشگاه فوتبال پیاچنزا، باشگاه فوتبال کالیاری، باشگاه فوتبال پیزا، و باشگاه فوتبال کومو اشاره کرد.